# Luigi Boccadoro
Luigi Boccadoro (Vado Ligure, 24 ottobre 1911 – Montefiascone, 8 marzo 1998) è stato un vescovo cattolico italiano.

## Biografia
Luigi Boccadoro nacque a Vado Ligure il 24 ottobre 1911.

### Formazione e ministero sacerdotale
Compì gli studi per il sacerdozio nel seminario di Ventimiglia.
Il 26 maggio 1934 fu ordinato presbitero per la diocesi di Ventimiglia da monsignor Agostino Rousset. In seguito fu parroco di Collabassa per tre anni e parroco della parrocchia di San Siro a Sanremo fino alla nomina episcopale.

### Ministero episcopale
Il 14 giugno 1951 papa Pio XII lo nominò vescovo di Montefiascone e di Acquapendente, due sedi unite in persona episcopi. Il 4 luglio emise il giuramento di rito alla presenza del presidente della Repubblica Luigi Einaudi. Ricevette l'ordinazione episcopale l'8 settembre successivo dal vescovo di Ventimiglia Agostino Rousset, co-consacranti il vescovo di Savona e Noli Giovanni Battista Parodi e quello di Sarsina Emilio Biancheri.
Dal 1964 al 1970 fu anche amministratore apostolico di Sovana-Pitigliano e dal 1967 all'8 giugno 1970 amministratore apostolico sede plena di Viterbo e Tuscania.
L'8 giugno 1970 papa Paolo VI lo nominò anche abate ordinario di San Martino al Cimino, vescovo di Tuscania e vescovo di Viterbo. Nel novembre dell'anno successivo lo stesso pontefice lo nominò anche amministratore apostolico di Bagnoregio. Questo fu il primo passo di un lungo processo che portò all'unificazione di tutte le diocesi del viterbese. Con la bolla Qui non sine del 27 marzo 1986 papa Giovanni Paolo II soppresse le diocesi di Tuscania, Montefiascone, Bagnoregio, Acquapendente e l'abbazia territoriale di San Martino al Cimino e stabilì che i relativi territori fossero aggregati alla diocesi di Viterbo.
Il 14 marzo 1987 papa Giovanni Paolo II accettò la sua rinuncia al governo pastorale della diocesi per raggiunti limiti di età.
Morì nell'ospedale di Montefiascone l'8 marzo 1998 all'età di 86 anni.

## Genealogia episcopale e successione apostolica
La genealogia episcopale è:
- Cardinale Scipione Rebiba
- Cardinale Giulio Antonio Santori
- Cardinale Girolamo Bernerio, O.P.
- Arcivescovo Galeazzo Sanvitale
- Cardinale Ludovico Ludovisi
- Cardinale Luigi Caetani
- Cardinale Ulderico Carpegna
- Cardinale Paluzzo Paluzzi Altieri degli Albertoni
- Papa Benedetto XIII
- Papa Benedetto XIV
- Papa Clemente XIII
- Cardinale Marcantonio Colonna
- Cardinale Giacinto Sigismondo Gerdil, B.
- Cardinale Giulio Maria della Somaglia
- Cardinale Carlo Odescalchi, S.I.
- Cardinale Costantino Patrizi Naro
- Vescovo Emiliano Manacorda
- Vescovo Giovanni Andrea Masera
- Vescovo Albino Pella
- Vescovo Umberto Ugliengo
- Vescovo Agostino Rousset
- Vescovo Luigi Boccadoro

La successione apostolica è:
- Vescovo Dante Bernini (1971)